# Britanska Indija
Britanska Indija (ili engl./sanskrt British Raj, a od 1876. Indijsko Carstvo) bio je od 1858. do 1947. naziv za zemlje indijskog potkontinenta koje su bile pod izravnom upravom britanske kolonijalne vlasti, današnja Indija, Pakistan i Bangladeš. Od 1886. do 1937. bila je i Burma (danas Mjanmar) u sastavu Britanske Indije. Pored toga, i neka uporišta na Arapskom poluotoku, naročito Aden, bila su pod upravom Britanske Indije.
Englezi su ovdje još u 17. stoljeću osnovali svoja prva trgovinska predstavništva. Tijekom 18. stoljeća Istočnoindijska kompanija uzdigla se do vodeće sile potkontinenta, no službeno je djelovala u ime indijskih mogula. Nakon velikog Indijskog ustanka 1857. Istočnoindijska kompanija 1858. svoja prava prenosi na britansku krunu. 1877. proglašena je personalna unija Indijskog Carstva (Indian Empire) s Velikom Britanijom. Britanska vladavina prestala je 1947. s nezavisnošću dvaju država-sljednica, Indije i Pakistana. Kasnije, 1971. dotadašnji Istočni Pakistan postaje samostalna nova država Bangladeš.

## Zločini britanske uprave
Nakon što su Britanci 1765. godine nakon teških borbi protiv lokalnih domoljuba otkupili indijsku provinciju Bengal-Bihar-Orissa za 26 rupija, željeli su pokazati ostatku potkontineta da se moraju predati. Pripadnici kraljevske privatne vojske East India Company nametnuli su porez od 50% lokalnom stanovništvu. Godine 1769. iscrpljeni Bengalci postaju logoraši na vlastitom tlu, ostaju bez hrane i vode te nastaje jedan od najvećih democida u novijoj povijesti. Tijekom velike gladi u Bengalu, Britanci su iz ove provincije iznijeli svu stoku, rižu i druge prehrambene namirnice te ih prodali izvan Indije. Britanci su na poljima riže i žitarica nakon toga zasadili opijum kako bi namaknuli još veću zaradu, a tada je od gladi umrlo 10 000 000 Indijaca, točnije jedna četvrtina stanovništva. Zbog gladi su izbili nemiri, no Britanci su stvarali kaznene odrede te su zastrašujući ubijali ljude. Najpopularniji način ubijanja neposlušnih bio je čovjeka zavezati za vrh topa te ga raznijeti hicem. Tek 1780. Britanci osiguravaju pokornost Bengalaca i uništavaju svaki otpor.

### Pokolj u Amritsaru
Dne 13. travnja 1919. godine muškarci, žene i djeca Amritsara okupili su se u parku Jallianwali okruženi zidovima kako bi se čuo njihov glas zbog gladi, nedostatka posla i ugnjetavanja od strane Britanaca. U 16:30 Britanci su blokirali sve ulaze u park te su otvorili vatru iz svog raspoloživog oružja. Nakon deset minuta neprekidne vatre ostali su bez streljiva. Ubli su gotovo tisuću ljudi, a ranili još 1 100 ljudi. Oko 100 žena i djece spustilo se u središnji bunar gdje su se utopili. Unatoč prvotnoj osudi, brigadir Reginald Dyer proglašen je junakom. Britanska javnost skupila je 26 000 ondašnjih funti za njega, što je gotovo milijun današnjih dolara, uz moto “zahvalnost čovjeku koji je spasio Indiju”. Reginald Dyer umro je mirno, u dubokoj starosti, smatrajući kako je izveo junački pothvat zbog kojeg je osjećao ponos.

### Glad u Bengalu
Bengal je stradao od britanskih pohlepnih vlastodržaca 1943. kada je 3 000 000 ljudi umrlo od gladi iako se takav ishod mogao spriječiti bez ikakvih teškoća. Naime, po naredbi britanske vlade pod vodstvom Winstona Churchilla, sva se hrana iz ove provincije podijelila britanskim postrojbama po ratištima. Istodobno kada je glad već počela ubijati Bengalce u velikim brojevima, zabranjeno je da kanadski i američki brodovi dostave pomoć izgladnjelom stanovništvu jer se smatralo da su životi britanskih vojnika puno važniji od bengalskih seljaka koji su ostavljeni bez ičega.